# 휘신공주
휘신공주(徽愼公主, 1491년 10월 24일 (음력 9월 22일) ~ ? )는 조선의 공주로, 연산군과 폐비 신씨 사이에서 태어난 장녀이다. 본래 휘순공주(徽順公主)였는데, 혼례 후 작호를 휘신공주로 바꾸었다. 연산군이 폐출된 뒤에는 직첩이 회수되고, '구문경의 처(妻)'로 불리었다.

## 생애
조선의 제10대 왕 연산군과 폐비 신씨 사이에서 태어난 장녀이며, 연산군과 폐비 신씨가 세자와 세자빈이었을 때 태어났다. 이름은 이수억(李壽億), 중종반정으로 아버지 연산군이 폐출되자 폐서인이 되었다.
휘신공주는 영응대군의 사위 구수영의 아들 구문경(具文璟)에게 하가하여 1남을 두었는데, 반정 이후 공신의 편이 된 시아버지 구수영의 청으로 이혼당했다. 외할머니는 임영대군의 딸 중모현주이고, 시어머니 길안현주는 다시 영응대군의 딸인데, 임영대군, 영응대군 모두 친정 쪽으로 5대조 세종대왕의 아들들로서 종고조부가 된다. 임영대군의 딸 중모현주는 외할머니이자 재종대고모이고, 길안현주는 시어머니이자 재종대고모가 된다.
휘신공주의 집은 박원종에게 주어졌으며, 재산 또한 박원종과 유순정, 성희안에게 나누어졌다.
그러나 2년 뒤인 1508년, 유순(柳洵) 등의 의견에 따라 중종은 공주를 다시 남편 구문경과 재결합시키고 집을 내리게 하였다.
구문경과 휘신공주 부부 사후 적자 후손이 단절되어, 아들 구엄의 외손자인 이안눌이 봉사손이 되어 제사를 받들게 되었다.

## 가족 관계
| - 조부 : 성종(成宗, 1457 ~ 1494) - 조모 : 제헌왕후(尹氏, 1455 ~ 1482) - 아버지 : 연산군(燕山君, 1476 ~ 1506) - 외조부 : 거창부원군(居昌府院君) 신승선(愼承善, 1436 ~ 1502) - 외조모 : 중모현주 이씨(中牟縣主 李氏, 1435 ~ ? ) : 세종의 4남 임영대군의 딸 - 어머니 : 폐비 신씨(廢妃 愼氏, 1476 ~ 1537) - 동생 : 공주(公主, 생몰년 미상) - 동생 : 원손(元孫, 1494 ~ 1494) - 동생 : 공주(公主, 1495 ~ ? ) - 동생 : 폐세자 황(廢世子 𩔇, 1497 ~ 1506) - 동생 : 창녕대군 성(昌寧大君 誠, 1500 ~ 1506) - 동생 : 대군 인수(大君 仁壽, 1501 ~ 1503) - 동생 : 대군(大君, 1502 ~ ? ) | - 시아버지 : 구수영(綾川府院君 具壽永, 1456 ~ 1523) - 시어머니 : 길안현주 이씨(吉安縣主 李氏, 1457 ~ 1519) : 세종의 8남 영응대군의 딸 - 부마 : 구문경(具文璟) - 장남 : 구엄(具渰, 1512~ ? ) - 며느리 : 풍산 심씨(豊山 沈氏) - 며느리 : 장수 황씨(長水 黃氏) - 손녀 : 구금옥(具金玉, 1536~ ? ) - 손녀사위 : 이필(李泌), 이기의 손자 - 첩며느리 : 노비 수금(壽今) - 서손자 : 구사신(具思愼, 1539~ ? ) - 서손자며느리 : 성주 배씨(星州 裵氏) - 서손자며느리 : 고씨(高氏) - 첩며느리 : 노비 성신(誠信) - 서손녀 : 구금진(具金眞, 1537~ ? ) - 서손녀사위 : 김건곤(金乾坤) - 첩며느리 : 노비 복성(福成) - 서손녀 : 구가시(具加屎, 1538~ ? ) - 서손녀사위 : 권억종(權億鍾) - 첩며느리 : 노비 애영(愛英) - 서손녀 : 구무생(具戊生, 1548~ ? ) - 서손녀사위 : 권옹(權顒) |